# La Planète des singes (film, 2001)
Vous lisez un « bon article » labellisé en 2019.  Il fait partie d'un « bon thème ».
Pour les articles homonymes, voir La Planète des singes (homonymie).
Pour plus de détails, voir Fiche technique et Distribution.
La Planète des singes (Planet of the Apes) est un film de science-fiction américain réalisé par Tim Burton, sorti en 2001. Le scénario est de William Broyles Jr., Lawrence Konner et Mark Rosenthal. Après plusieurs années sans production cinématographique, ce film relance la franchise Planète des singes et devient la seconde adaptation du roman La Planète des singes de Pierre Boulle.
L'histoire suit le capitaine Leo Davidson, un astronaute qui s'écrase sur une planète inconnue. Capturé par des singes évolués, il découvre que ceux-ci dominent la planète et réduisent en esclavage les humains qui s'y trouvent. Leo décide alors de s'enfuir pour reprendre contact avec la station spatiale sur laquelle il était stationné mais également pour retrouver la civilisation humaine qui domine les singes sur Terre.
Envisagé dès 1988 par la société de production Fox avec différents scénaristes et réalisateurs, il est finalement confié à Tim Burton en 1999. Contraints par une date de sortie pour l'été 2001, la préproduction, le tournage et la postproduction sont très rapides. Le tournage se déroule de novembre 2000 à mars 2001, principalement au studio de Sony Pictures à Culver City mais aussi sur les rives du lac Powell et dans le désert des Mojaves. La musique du film est composée et dirigée par Danny Elfman.
Le film traite notamment de l'esclavage et du renversement des valeurs mais aussi de thèmes récurrents dans le cinéma de Tim Burton comme l’arrivée d’un étranger dans un monde qu’il ne connaît pas et la « dynamique circulaire » de la vie.
La Planète des singes  est un succès commercial mais un échec critique. Il remporte quelques prix, notamment pour ses costumes et maquillages. Il sort en vidéo début 2002 et engendre plusieurs produits dérivés.

## Synopsis
En 2029, à bord de la station spatiale américaine Obéron, l'astronaute Leo Davidson travaille avec des primates formés aux missions spatiales. Quand un dangereux orage magnétique approche de la station, c’est Périclès le singe préféré de Leo qui est choisi pour piloter un module spatial afin de sonder cette tempête,. Cependant une fois à l’intérieur de l'orage, la navette disparaît. Contre les ordres de son commandant, Leo part à la recherche de Périclès à bord d’un second module. Entré à son tour dans la tempête magnétique, il perd le contact avec l'Obéron puis s'écrase sur une planète appelée Ashlar. Il découvre alors que ce monde est gouverné par des singes humanoïdes dont les militaires sont menés par le général haineux Thade, et que les humains servent d'esclaves aux singes,.
Emprisonné chez Limbo, un marchand d'esclaves, l'astronaute fait la connaissance d’une chimpanzée nommée Ari qui milite pour l’amélioration du traitement des humains. Surprise par l’intelligence de Leo, Ari l’achète ainsi qu’une humaine nommée Daena pour qu’ils deviennent domestiques chez son père, le sénateur Sandar. Leo profite alors de sa nouvelle condition pour s'échapper en compagnie de Daena et ses proches ainsi que d'autres humains ; Ari se joint à eux accompagnée de son fidèle ami Krull, un ancien général déchu,. Limbo surprend l’évasion mais il est rapidement maîtrisé par Leo qui en fait son otage. Thade à qui le sénateur Sandar a donné les pleins pouvoirs, charge son second, le colonel Attar de partir à la poursuite des humains. Juste avant de mourir, le père de Thade descendant de Semos, le premier singe de l’histoire d’Ashlar que les simiens vénèrent, confie à son fils qu'autrefois, les humains étaient les maîtres et les singes leurs esclaves,.

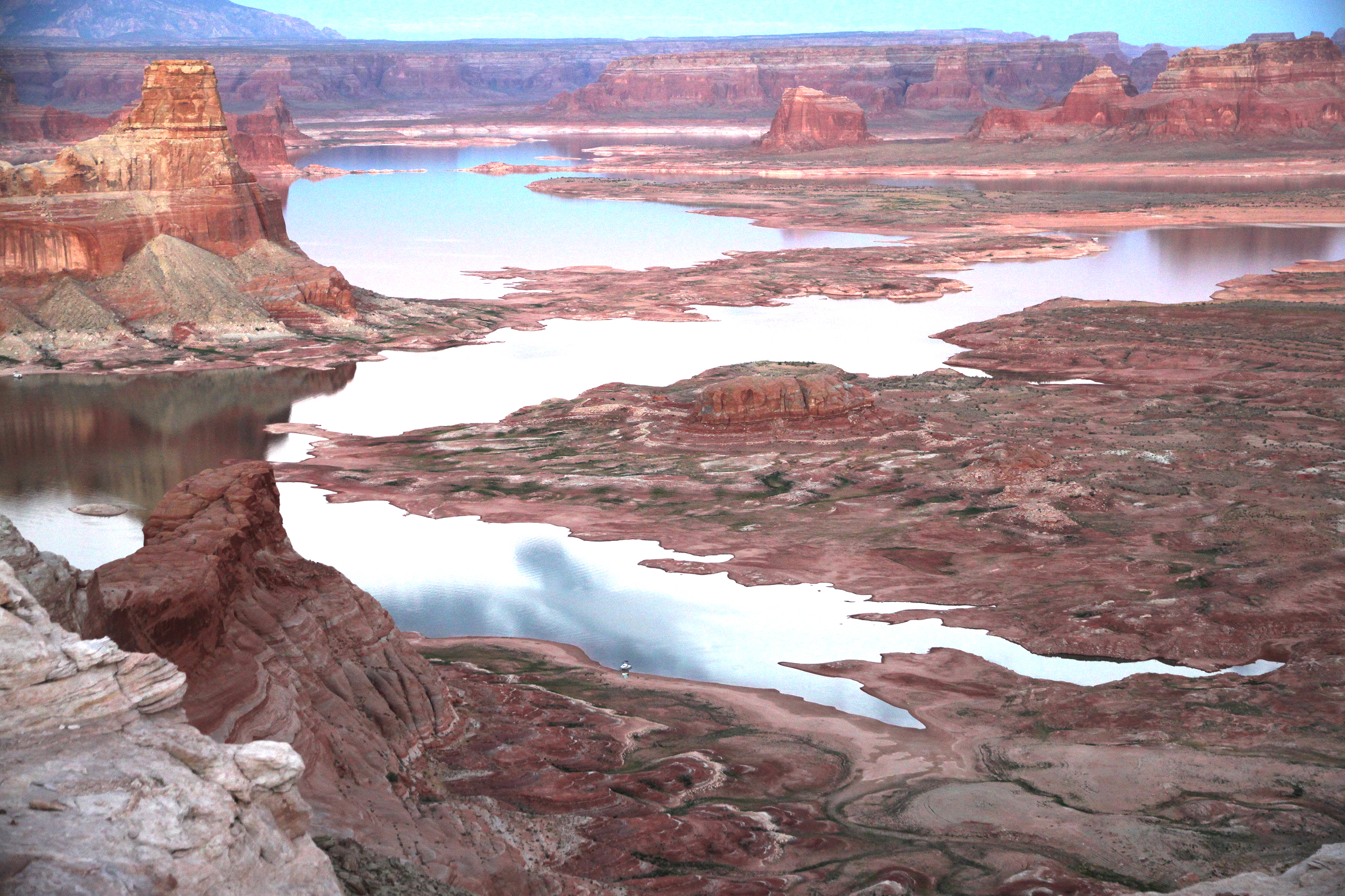
Paysage des alentours de Calima.

Durant sa fuite, Leo explique à ses nouveaux amis qui il est et d'où il vient et tente de les amener via une balise jusqu'à l'Obéron. Leur route les mène directement vers Calima, un temple interdit dédié à Semos, mais qui s’avère être les restes de l’Obéron qui s’est écrasé à la surface de la planète quelque temps après la disparition de Leo dans l'espace-temps. Leo découvre que le nom Calima provient du sigle « CAution LIve AniMAls » inscrit sur les parois du vaisseau et comprend qu'il a voyagé dans le temps et que l'action se passe plusieurs milliers d'années après l'écrasement du vaisseau. La base de données de l'Obéron révèle qu'après avoir aidé l'équipage à survivre, les singes, menés par Semos, se sont rebellés. Il s'ensuivit une lutte entre les humains et les singes puis une évolution différente : les singes ont bâti une civilisation moyenâgeuse alors que les humains sont retournés à la vie sauvage,.
L'armée de Thade finit par rattraper les fuyards tandis qu'un grand nombre d'humains s'est regroupé autour du vaisseau de Leo qu'une rumeur fait passer pour leur sauveur. Au moment où les singes chargent, Leo utilise les dernières réserves d'énergie de l'Obéron pour déclencher une explosion qui ébranle l'armée ennemie. Les singes se ressaisissent et la bataille tourne à la mêlée générale qui fait de nombreux morts, dont Krull, tué en combat singulier par le colonel Attar. Soudain, la capsule de Périclès surgit du ciel et atterrit, après avoir lui aussi voyagé dans le temps,. Les singes interprètent son arrivée comme le retour de Semos, s'inclinent et les hostilités cessent. Périclès quitte sa capsule pour se réfugier dans l'épave de l'Obéron. Il est suivi par Leo et Thade qui s'affrontent à nouveau jusqu'à ce que l'astronaute parvienne à enfermer le général dans le poste de pilotage. Arrive également le colonel Attar qui finit par comprendre que les deux espèces vivaient jadis en paix. Thade est alors abandonné seul, la mort dans l'âme, à bord du vaisseau,.
La guerre entre les humains et les singes est terminée, et Leo décide de retourner sur Terre grâce à la navette de Périclès. Il confie ce dernier à Ari puis l'embrasse ainsi que Daena. Leo revient alors dans l'orage magnétique, ce qui lui permet de retourner dans le passé et de revenir sur Terre,. Il atterrit à Washington, près du Mémorial de Lincoln, mais s'aperçoit qu'il s'agit d'un monument dédié au général Thade. De nombreuses silhouettes de policiers, pompiers, journalistes et civils arrivent alors et Leo découvre avec effroi qu'elles appartiennent toutes à des singes,.

## Personnages
Liste des principaux personnages :
- Le capitaine Leo Davidson est le héros du film et sa présence est une menace pour la suprématie des singes. Peu chaleureux, Leo ne souhaite pas changer leur monde, il « veut simplement le quitter le plus vite possible »[3],[4]. Le réalisateur Tim Burton a engagé Mark Wahlberg pour le rôle de Leo car il cherchait un acteur fort physiquement mais ayant une certaine innocence pour que le public puisse s'identifier. Wahlberg indique que c'est un honneur de travailler pour Burton[3].
- Thade est le général de l'armée des singes[5],[6]. Thade méprise les humains qu'il considère comme étant de la vermine. « Il est le seul à savoir que les humains possèdent une intelligence qui peut leur permettre de dominer les singes » remarque le producteur Richard Zanuck[5]. Thade rappelle beaucoup le général Urko de la série télévisée La Planète des singes (1974)[7]. Il est interprété par Tim Roth qui indique que l'enjeu du rôle est qu'il peut instantanément passer « du calme absolu à la sauvagerie la plus bestiale »[5]. Thade devait originellement être un gorille blanc mais le maquilleur Rick Baker en fait un chimpanzé car les « gorilles sont passifs » alors que les chimpanzés « peuvent péter les plombs n'importe quand »[8],[9]. Tim Burton valide ce choix car lui aussi trouve les chimpanzés effrayants, brutaux et imprévisibles[9]. Burton souhaite en faire un méchant charismatique[10].
- Ari est une militante du droit des humains. Elle croit que les humains ont une âme et un potentiel pour devenir intelligents[11]. Elle est interprétée par Helena Bonham Carter qui est le premier choix de Tim Burton pour ce rôle[12]. Ce dernier indique : « Je sentais qu'Helena apporterait de la force et de la sensibilité à Ari »[11]. Ari évoque le personnage de Zira, le chimpanzé femelle du film La Planète des singes de 1968[13]. Tout comme ce personnage, Ari est attirée par l'astronaute humain[7].
- Attar est un colonel gorille et le bras droit de Thade dans l'armée des singes. Attar a un dilemme moral entre faire son devoir et faire ce qui est juste[14]. Il est joué par Michael Clarke Duncan qui mesure 1 mètre 95, ce qui lui apporte une imposante présence physique[14].
- Limbo est un orang-outan esclavagiste sans scrupule qui « est méprisé à la fois par les humains et par les singes car il s'occupe d'humains, ce qui est un boulot dégradant et sale »[15]. Limbo est le personnage humoristique du film[4]. Il est interprété par Paul Giamatti. L'acteur déclare être un grand fan de la série de films La Planète des singes[15].
- Daena, fille de Karubi, mène avec lui la révolte des humains contre les singes. Elle est un animal sauvage qui apprend à devenir plus humaine[16]. Elle est un archétype de la jeune femme en détresse[7]. Daena « représente une sorte de Belle et la Bête à l'envers » remarque Tim Burton. Elle est interprétée par l'ancienne nageuse et mannequin Estella Warren[16]. Daena évoque la femme sauvage Nova dont le héros du film La Planète des singes de 1968 s'éprend[13].
- Krull est un ancien général gorille tombé en disgrâce puis devenu domestique chez Sandar et protecteur d'Ari[17]. Krull est interprété par l'expert en arts martiaux Cary-Hiroyuki Tagawa. Celui-ci indique que son entraînement l'a aidé à interpréter un gorille à la fois physiquement et mentalement[17]. Tim Burton rencontre Tagawa alors qu'il fait des repérages à Kauai[9].
- Sandar est le père d'Ari et représente l'aile libérale de la cité des singes[18]. Il est interprété par David Warner qui a déjà endossé un costume de gorille dans une scène du film Morgan en 1966[18].
- Karubi est le père de Daena et le chef des hommes sauvages. Il est interprété par le chanteur et acteur Kris Kristofferson qui dit que c'est un honneur de travailler avec Tim Burton[19]. Kristofferson indique que le réalisateur est « un héros chez moi, parce que j'ai huit enfants. Nous avons vu tous ses films plusieurs fois »[19].
- Birn est le fils de Karubi et le frère de Daena. C'est un des humains sauvages qui vivent dans les bois. Sauvé par Leo avec sa famille, il s'attache très vite à lui[20]. Il est interprété par Luke Eberl, un acteur de quinze ans dont c'est le troisième film[20]. Ce personnage d'adolescent n'est pas présent dans la première version du scénario, il est ajouté à la demande des producteurs pour favoriser l'identification des jeunes spectateurs[21].

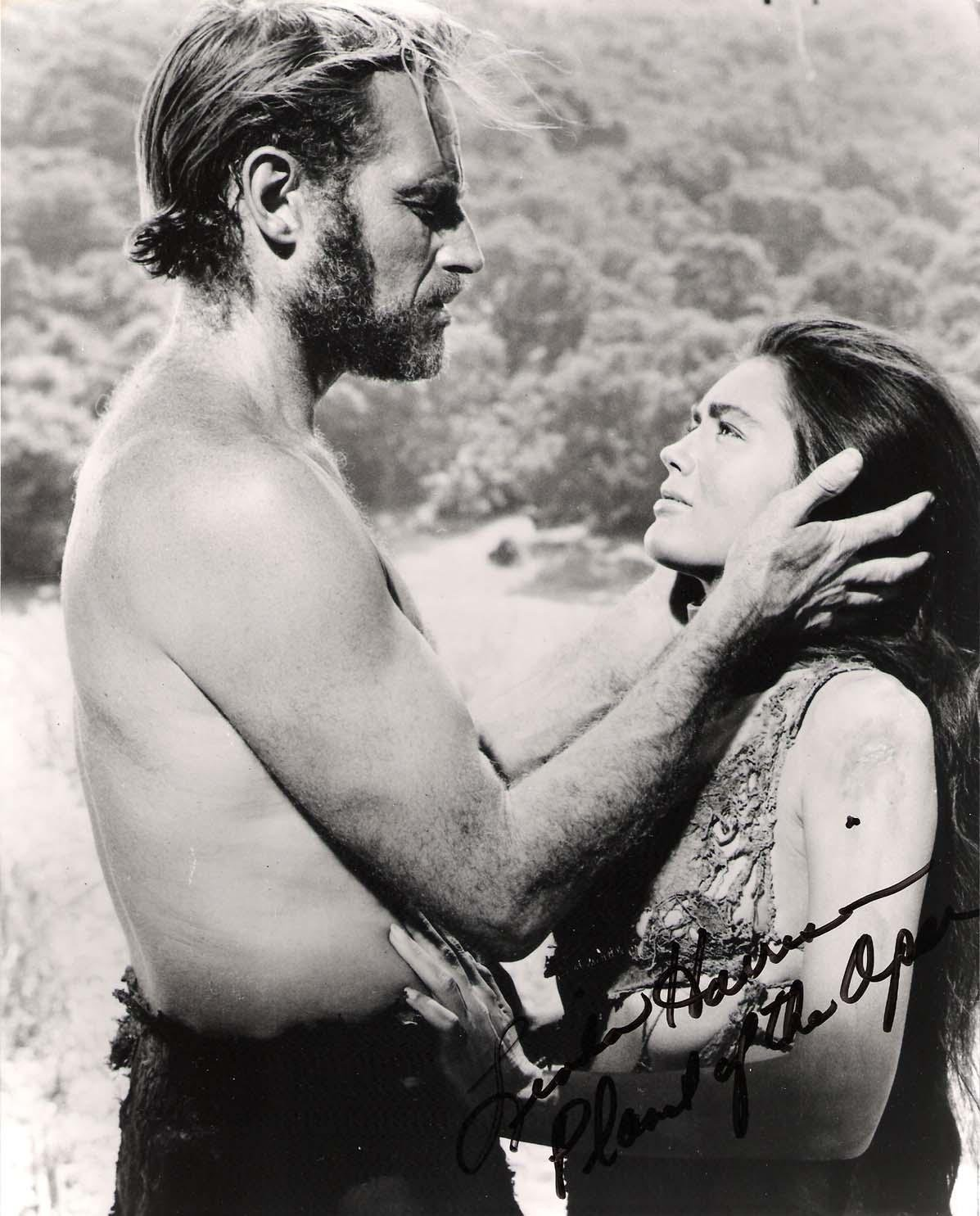
Charlton Heston et Linda Harrison interprétant respectivement Taylor et Nova dans le film de 1968.

- Le père de Thade apparaît brièvement sur son lit de mort, où il fait une révélation fracassante à son fils. Le père de Thade est joué par Charlton Heston, l'interprète de Taylor, héros du premier film La Planète de singes[22],[12]. C'est le producteur Richard Zanuck qui persuade Heston de tourner à nouveau dans l'univers de La Planète des singes pour une seule journée. L'acteur avoue que le premier film n'a pas été seulement un succès, « mais m'a donné l'un de mes meilleurs rôles »[22].
- La femme dans le chariot est interprétée par Linda Harrison qui a précédemment tenu le rôle de Nova dans La Planète de singes en 1968 et Le Secret de la planète des singes en 1970[23]. Harrison fut un temps l'épouse de Richard Zanuck, producteur de ces deux films mais aussi du film de 2001. C'est Zanuck qui a tenu à ce qu'elle revienne pour tenir un petit rôle « dans un souci nostalgique »[23].

## Fiche technique
Sauf indication contraire, les informations mentionnées dans cette section peuvent être confirmées par les bases de données cinématographiques IMDb et Allociné,  présentes dans la section « Liens externes ».
- Titre original : Planet of the Apes
- Titre français : La Planète des singes
- Réalisation : Tim Burton
- Scénario : William Broyles Jr., Lawrence Konner et Mark Rosenthal, d'après le roman La Planète des singes de Pierre Boulle
- Musique : Danny Elfman
- Direction artistique : John Dexter, Sean Haworth et Philip Toolin
- Décors : Rick Heinrichs
- Costumes : Colleen Atwood
- Maquillage : Rick Baker, Toni G et Kazu Hiro
- Photographie : Philippe Rousselot
- Son : Anna Behlmer, Andy Nelson, Denis St. Amand
- Montage : Chris Lebenzon
- Production : Richard D. Zanuck
  - Production exécutive : Iain Smith
  - Production déléguée : Ralph Winter
  - Production associée : Ross Fanger et Katterli Frauenfelder
- Sociétés de production : The Zanuck Company et Tim Burton Productions (non crédité), présenté par 20th Century Fox
- Sociétés de distribution : 20th Century Fox (États-Unis et Belgique) ; UGC Fox Distribution (France) ; Fox-Warner (Suisse romande)
- Budget : 100 millions de $[24],[25],[12]
- Pays de production :  États-Unis
- Langue originale : anglais
- Format : couleur (DeLuxe) — 35 mm — 2,35:1 (Panavision) — son DTS / Dolby
- Genre : science-fiction, action, aventure
- Durée : 119 minutes
- Dates de sortie :
  - États-Unis, Québec : 27 juillet 2001[26]
  - France, Suisse romande : 22 août 2001[27],[28]
  - Belgique : 29 août 2001[29]
- Classification :
  - États-Unis : accord parental recommandé, film déconseillé aux moins de 13 ans (PG-13 - Parents Strongly Cautioned)[Note 3]
  - France : tous publics[30]
  - Belgique : tous publics (Alle Leeftijden)[29]
  - Suisse romande : interdit aux moins de 12 ans[31]
  - Québec : tous publics - déconseillé aux jeunes enfants (G - General Rating)[32]

## Distribution
Sauf indication contraire, les informations mentionnées dans cette section peuvent être confirmées par la base de données cinématographiques IMDb,  présente dans la section « Liens externes ».
- Mark Wahlberg (VF : Joël Zaffarano ; VQ : Alain Zouvi) : capitaine Leo Davidson
- Tim Roth (VF : Med Hondo ; VQ : Luis de Cespedes) : Thade
- Helena Bonham Carter (VF : Martine Irzenski ; VQ : Camille Cyr-Desmarais) : Ari
- Michael Clarke Duncan (VF : Saïd Amadis ; VQ : Victor Désy) : Attar
- Paul Giamatti (VF : Daniel Lafourcade ; VQ : Pierre Auger) : Limbo
- Estella Warren (VF : Delphine Lalizout ; VQ : Christine Bellier) : Daena
- Cary-Hiroyuki Tagawa (VF : Omar Yami ; VQ : Manuel Tadros) : Krull
- David Warner (VF : Jacques Charby ; VQ : Jean-Marie Moncelet) : sénateur Sandar
- Kris Kristofferson (VF : Jean-Claude Sachot ; VQ : André Montmorency) : Karubi
- Erick Avari (VQ : Mario Desmarais) : Tival
- Luke Eberl (VQ : Sébastien Reding) : Birn
- Evan Parke (VF : Frantz Confiac ; VQ : Sébastien Dhavernas) : Gunnar
- Glenn Shadix[Note 4] (VF : Jacques Ciron ; VQ : Yves Massicotte) : sénateur Nado
- Freda Foh Shen : Bon
- Chris Ellis (VF : Marcel Guido ; VQ : Benoît Marleau) : commandant Karl Vasich
- Anne Ramsay : lieutenant-colonel Grace Alexander
- Andrea Grano	: major Maria Cooper
- Lisa Marie (VF : Danièle Douet) : Nova
- Charlton Heston (VQ : Claude Préfontaine) : Zaïus, le père de Thade
- Linda Harrison : la femme dans le chariot

- Version française réalisée par Dubbing Brothers sous la direction artistique de Jean-Pierre Dorat[33].
- Version québécoise réalisée par Cinélume sous la direction artistique de Réal Picard[32].

Sources doublage : Doublage Québec, RS Doublage et Voxofilm.

Photos des principaux interprètes.
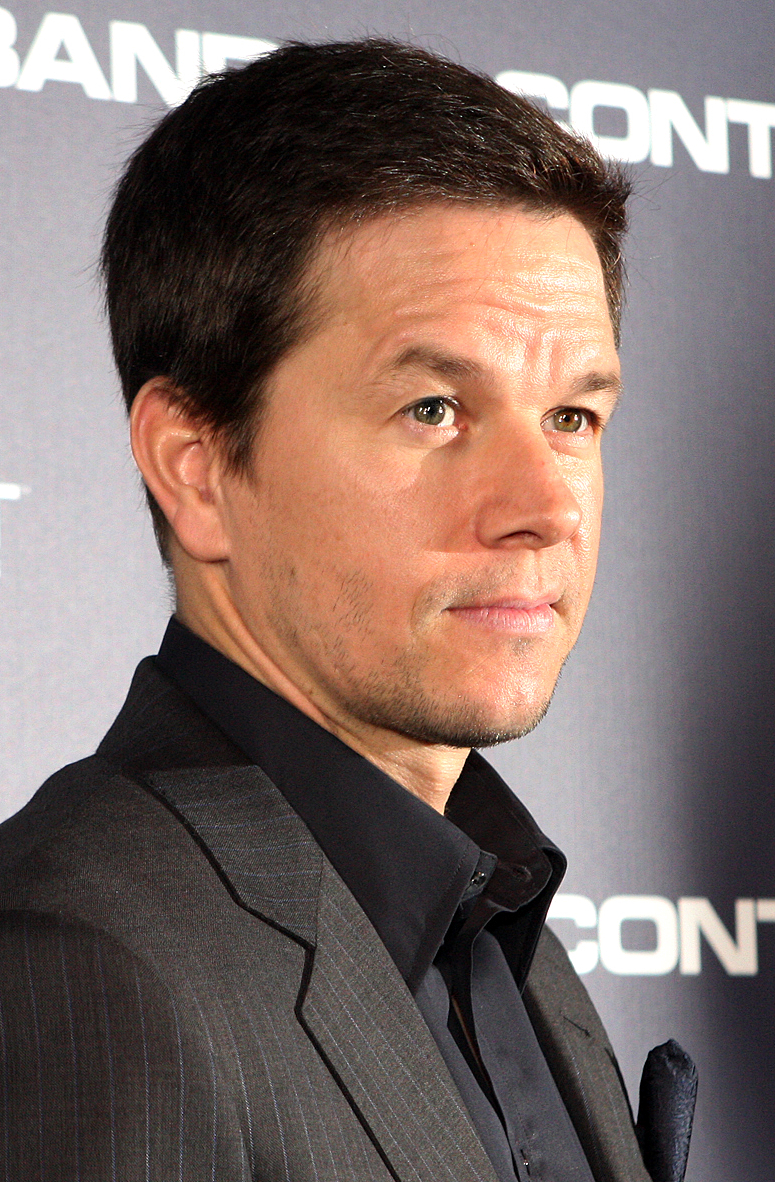
Mark Wahlberg en 2012.
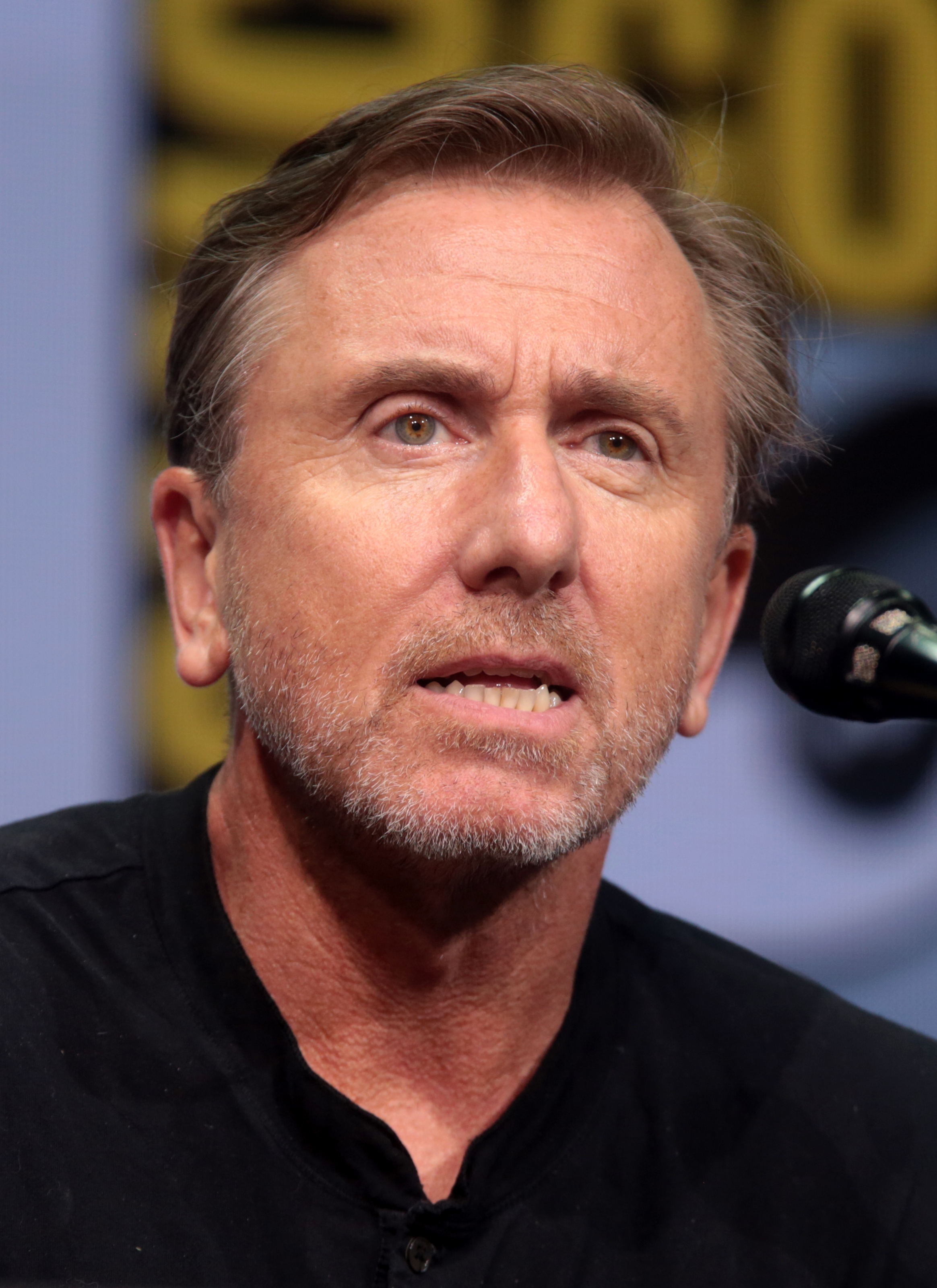
Tim Roth en 2017.
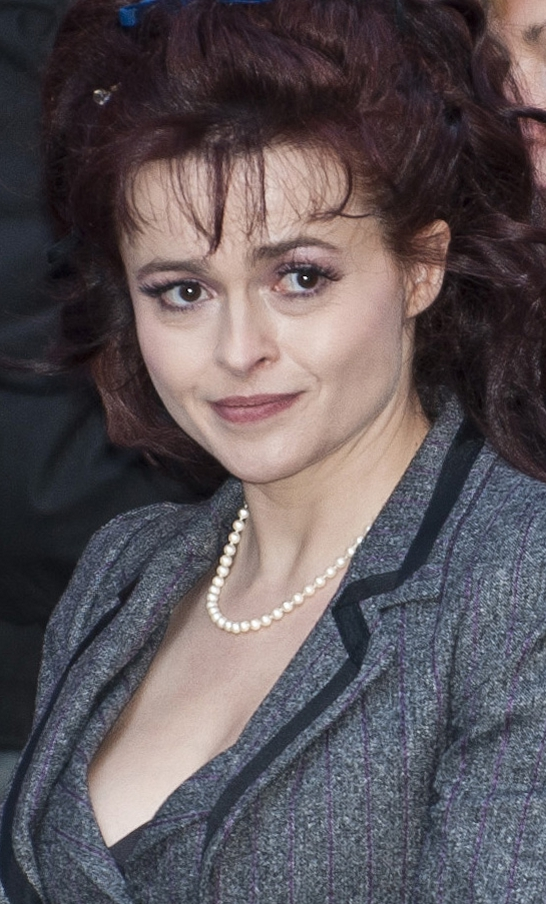
Helena Bonham Carter en 2011.
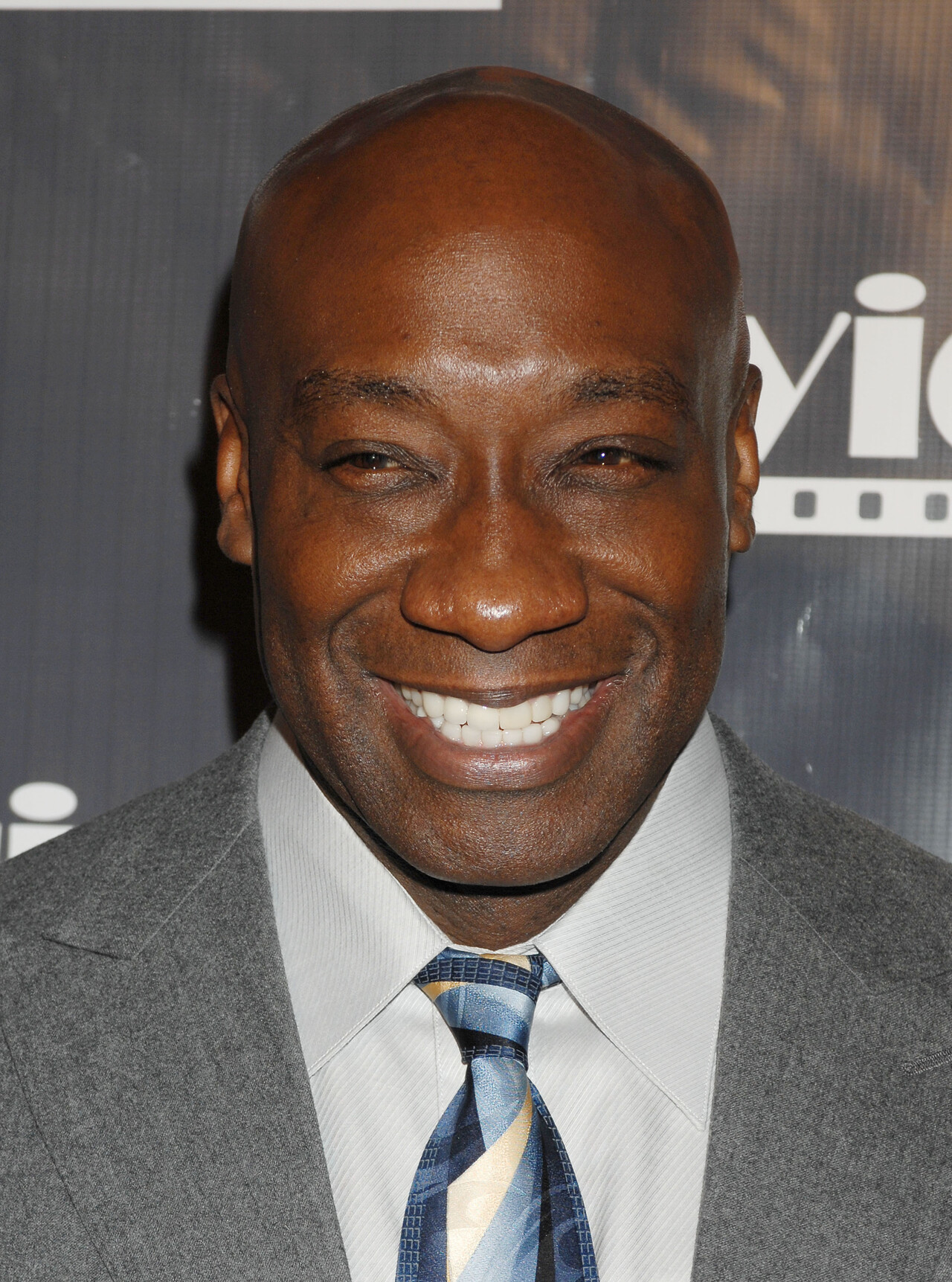
Michael Clarke Duncan en 2012.
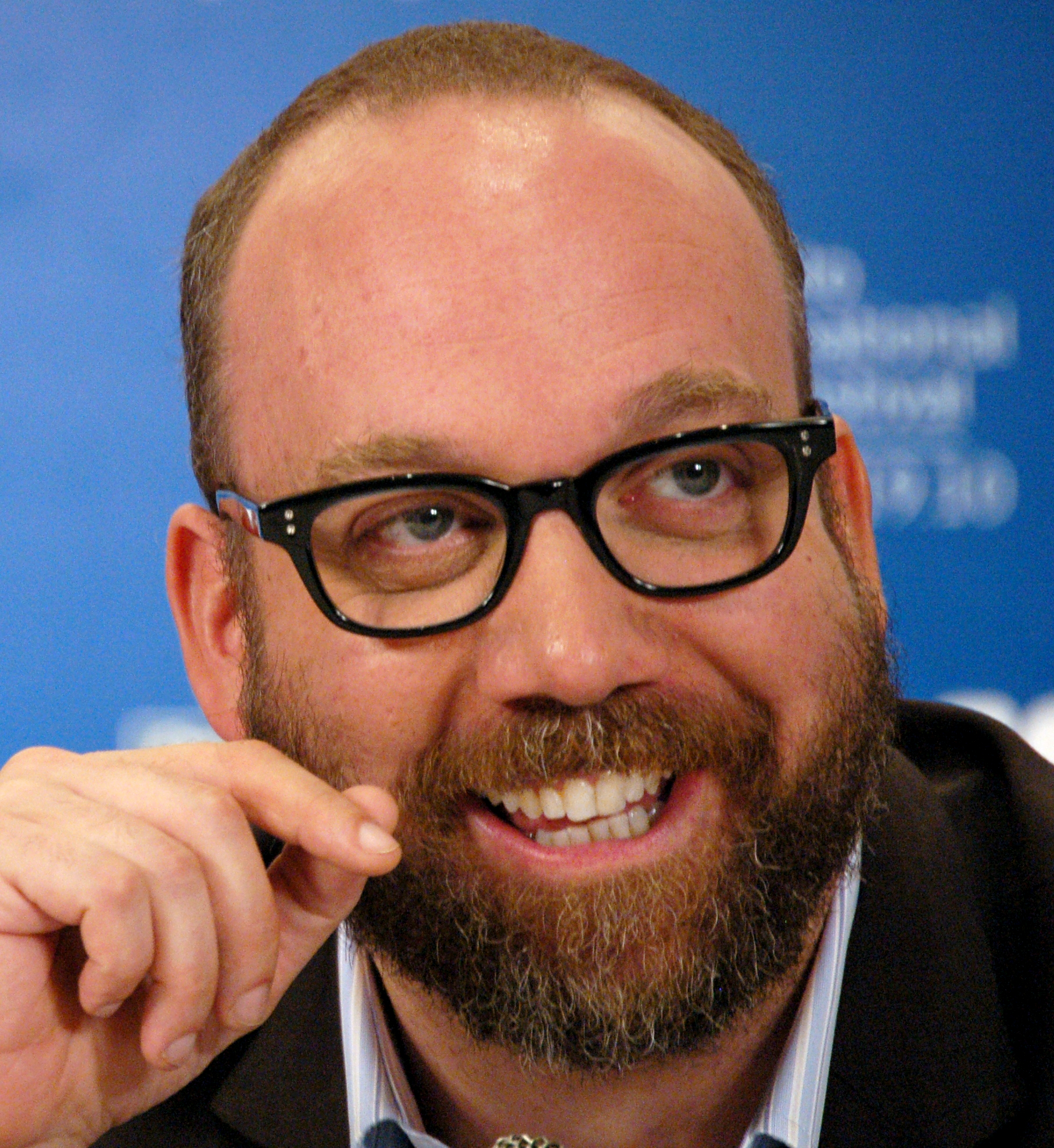
Paul Giamatti en 2010.
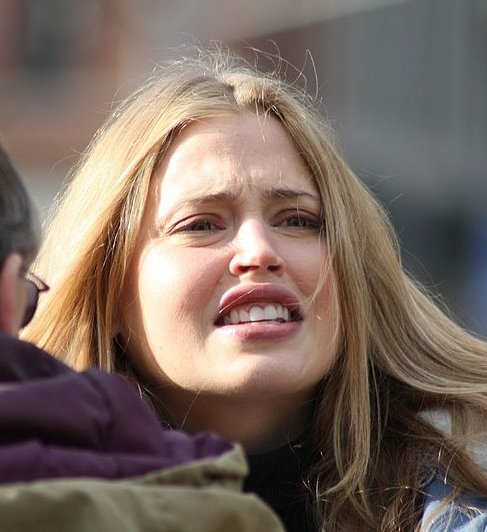
Estella Warren en 2008.

## Production

### Genèse
En 1968, l’adaptation du roman de Pierre Boulle, La Planète des singes (1963), est un succès qui change le paysage cinématographique. L’histoire de ces trois astronautes qui s’écrasent sur une planète où l’homme est redevenu une bête primitive, dominée intellectuellement par des singes qui parlent, passionne les enfants pour ses éléments fantastiques et les adultes pour sa métaphore sur la situation géopolitique de l’époque. Richard Zanuck, directeur de production à la 20th Century Fox, lance immédiatement une suite Le Secret de la planète des singes qui sort en 1970. La série se poursuit ensuite avec trois films : Les Évadés de la planète des singes (1971), La Conquête de la planète des singes (1972) et La Bataille de la planète des singes (1973). Ils sont suivis d'une série télévisée en 1974 et d'un dessin animé en 1975.
L'idée de refaire un film est ensuite envisagée par les responsables de la société de production Fox. Ils commandent donc en 1988 un scénario au réalisateur Adam Rifkin dont ils ont apprécié le film Never on Tuesday (1988). Rifkin rédige alors une histoire qui serait la suite directe du premier film mais qui ne prendrait pas en compte les thèmes de la saga. Elle met en scène un descendant du héros du premier film qui mène une révolte contre les singes. Le scénario est dans un premier temps validé par la Fox, mais l'arrivée de nouveaux dirigeants met fin à ce projet.
En 1992, le réalisateur Peter Jackson et son épouse Fran Walsh proposent un scénario pour un nouveau film. L'histoire se passe à une époque de type Renaissance et suit un personnage « à la Léonard de Vinci ». Une fois encore, le scénario ne plaît pas aux dirigeants de la Fox.
L'année suivante, le studio engage Oliver Stone comme producteur exécutif et nouveau scénariste avec Terry Hayes,. L'histoire qu'ils écrivent met en scène un généticien du futur qui voyage dans le temps jusqu'à l'âge de la pierre où il se retrouve mêlé à un conflit entre les hommes préhistoriques et des singes évolués. Satisfait par ce scénario, la Fox lance la préproduction,. Les producteurs engagent l'acteur Arnold Schwarzenegger en mars 1994 pour tenir le rôle-titre puis Phillip Noyce comme réalisateur en janvier 1995,. Cependant le scénariste Terry Hayes rentre alors en conflit avec les producteurs de la Fox qui souhaitent changer son scénario pour en faire une comédie. Les producteurs le licencient en février, ce qui entraîne le départ du projet de Stone et de Noyce,.
Les dirigeants de la Fox engagent alors le réalisateur Chris Columbus et lui commandent un nouveau scénario,. Celui-ci rédige avec son collaborateur Sam Hamm une histoire reprenant des éléments du premier film mais aussi du livre de Pierre Boulle, notamment les singes évolués astronautes et le cadre de l'histoire situé sur une planète lointaine. Une nouvelle fois, les dirigeants de la Fox sont moyennement convaincus. Columbus quitte le projet fin 1995. Plusieurs réalisateurs sont ensuite contactés par les studios notamment Roland Emmerich, James Cameron et Michael Bay, mais aucun projet ne va à son terme,,.

### Développement

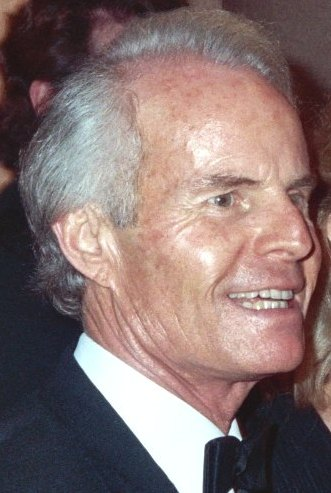
Le producteur Richard Zanuck en 1990.

En 1999, le directeur de production de la Fox, Tom Rothman, engage William Broyles, l'auteur d’Apollo 13 (1995) et Haute Voltige (1999), pour rédiger un scénario,. Armé de cette nouvelle histoire, Rothman tente au printemps 2000 de convaincre Tim Burton de diriger le film. Ne voulant pas faire une nouvelle version, le réalisateur est d'abord réticent mais le dirigeant de la Fox lui assure que ce n'est ni une suite ni une reprise mais une nouvelle adaptation du livre qui gardera l'essence du film original,,,,. Burton, malgré tout intéressé par les thèmes développés dans le scénario, finit par accepter,. Quelques jours plus tard, Tom Rothman engage dans l’équipe de production Richard Zanuck, l'ancien dirigeant de la Fox qui a produit les deux premiers films de la saga,,,.
Dans son scénario, Broyle décide de ne pas situer son action sur Terre, comme dans le premier film, mais sur une planète nommée Ashlar. Broyles, Burton, Zanuck et le producteur exécutif Ralph Winter retravaillent alors le scénario jusqu'en juillet 2000 mais ils n'arrivent pas à le finaliser, notamment pour réduire le coût du film. Ils engagent alors les scénaristes Lawrence Konner et Mark Rosenthal, les auteurs de Code Mercury (1998) et Mon ami Joe (1998) et les chargent de le terminer pour le mois de novembre,. Les deux scénaristes réduisent alors l'aspect science-fiction du film en condensant notamment les trois batailles prévues en un seul combat final. De plus, comme Rosenthal a vécu à Bornéo avec des orangs-outans et en Afrique avec des gorilles, il apporte plus de crédibilité aux comportements des singes dans le film.
La Fox ayant décidé de sortir le film pour l'été 2001 et le tournage étant planifié de novembre 2000 à mars 2001, Tim Burton se met rapidement à la recherche de son équipe. Pour le maquillage des singes, il engage Rick Baker avec qui il a travaillé sur le film Ed Wood en 1994. Burton hésite longtemps entre lui et Stan Winston jusqu'à ce que ce dernier se fasse engager sur Jurassic Park 3. Pour maquiller quotidiennement cinq cents singes, Baker engage alors cent soixante-dix personnes. De son côté, le producteur Ralph Winter parcourt le monde pour trouver des lieux de tournage. Pour s'occuper des décors, Burton choisit Rick Heinrichs, qui vient d'être oscarisé pour son travail sur Sleepy Hollow, le précédent film du réalisateur. Pour les costumes, c'est Colleen Atwood qui est recrutée. Elle aussi a précédemment travaillé pour Burton sur Sleepy Hollow. Enfin, le directeur de la photographie retenu est le Français Philippe Rousselot, oscarisé pour son travail sur Et au milieu coule une rivière (1992),.

### Préproduction
Tim Burton demande la réalisation d'un storyboard à l'artiste Michael Jackson pour pouvoir s'aider visuellement mais ne le suit pas au pied de la lettre afin de donner de la liberté à ses interprètes et ses collaborateurs.
Trois extérieurs sont choisis. Le premier lieu est le champ de lave de la région de Saddle à Hawaï. Ce paysage présente des îlots de forêts entourés de régions arides et inhospitalières. Le deuxième lieu est le lac Powell, un lac artificiel à la frontière de l'Utah et de l'Arizona. La zone offre des formations rocheuses sans aucune végétation. Les alentours du lac ont déjà été utilisés lors du tournage du film de 1968 pour les scènes d'écrasement du navire spatial. Cependant le chef décorateur Rick Heinrichs indique : « Independence Bay, où nous avons tourné, est un endroit complètement différent de ceux utilisés dans la première version, qui ne leur ressemblent absolument pas ». Le troisième lieu est celui des pics de Trona dans le désert des Mojaves, à trois heures de route de Los Angeles. Ce site géologique arbore cinq cents pics de calcaire issus de lits de lacs asséchés. Tous ces lieux ont un aspect lunaire pour que les spectateurs aient « l'impression de ne pas être sur Terre ».

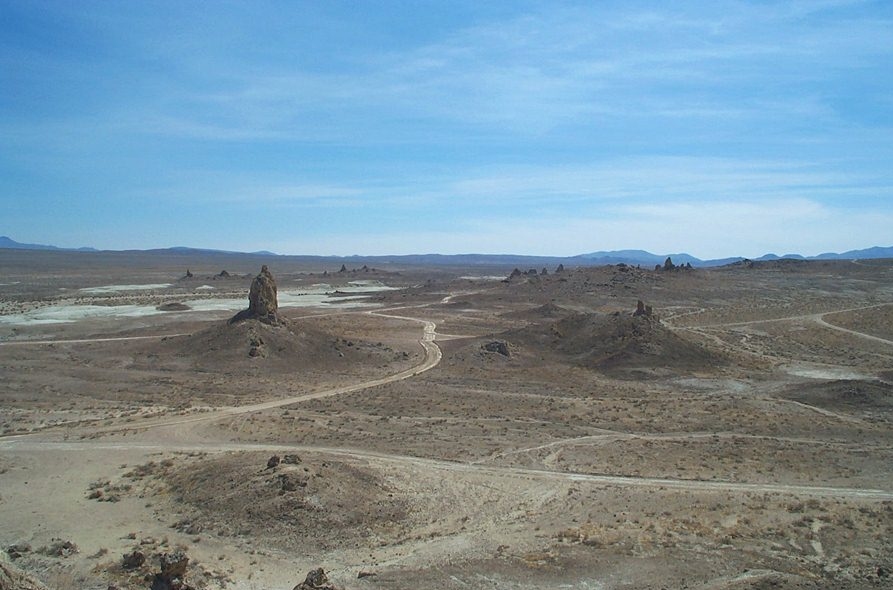
Les pics de Trona dans le désert des Mojaves.

Pour les décors de la ville des singes, Heinrichs puise son inspiration dans les premières cultures humaines : celle des Égyptiens, des Étrusques, des Mayas et des Aztèques. Cette ville, nommée « Derkein » dans le premier scénario, est située sur le flanc d'une colline de lave. Dominée par une place centrale, elle est constituée de statues, de lianes, de racines tordues et d'énormes arbres. Le décor comprend également le balcon de bois de la maison d'Ari et le marché aux esclaves de Limbo. Il faut quatre mois aux équipes d'Heinrichs pour construire cet immense décor de quinze mètres de haut, de quarante mètre de large et de quatre-vingts mètres de long. Tim Burton veut en effet que la cité soit à la fois verticale et horizontale pour rappeler le mode de vie simiesque. Le navire de l'espace est blanc et épuré pour contraster avec la luxuriance de la cité des singes. Pour la scène de l'écrasement de la navette, le chef décorateur reconstitue une jungle avec un marécage. Le tournage dans une vraie jungle aurait été problématique, notamment pour réaliser les différentes cascades réalisées par les singes. En effet, les cascadeurs interprétants les singes sont attachés à des câbles, ce qui impose à la production de construire le décor autour des câbles. Le décor final de Calima est, lui, construit sur le site des pics de Trona en acier et mousse ancrés dans du béton. Ce seul décor coûte plus d'un million de dollars.
Le responsable du maquillage, Rick Baker, est un passionné de singes, qui a notamment créé les maquillages de singes pour le King Kong de 1976, pour La Femme qui rétrécit (1981), pour Greystoke (1984), pour Gorilles dans la brume (1988) et pour Mon ami Joe (1998),. Rick Baker crée de nombreux masques, contrairement au film de 1968 où il n'y avait qu'une structure de masques pour chaque espèce de singes (chimpanzés, gorilles et orangs-outans). Il n'a que quatre mois pour concevoir et produire des centaines de maquillages de singes,. En raison de ce délai très court, Beker réalise trois types de masques. Le « numéro un » est destiné aux interprètes principaux avec quatre heures de maquillage et de pose de prothèses sculptées,. Le « numéro deux » concerne les personnages secondaires ; il nécessite deux heures de travail et s'enfile par la tête,. Le « numéro trois » est réservé aux figurants ; ce sont des « masques en caoutchouc mais dont chaque poil est fixé individuellement »,. En plus des prothèses faciales du « numéro un », les interprètes principaux portent des crocs taillés sur mesure. Les masques « numéro deux », eux, ne peuvent bouger que la mâchoire mais pas le reste du visage. Pour gagner du temps, les maquilleurs sont répartis en départements, un pour le moulage, un pour les poils et postiches, et d'autres pour les dents, les mains, les oreilles et les doigts.
La costumière Colleen Atwood réalise plus de mille costumes, parmi lesquels ceux de l'équipage du vaisseau spatial, ceux des barbares humaines et ceux des multiples représentants de la société des singes. Les uniformes blancs sont des hommages au film de 1968 mais le reste est entièrement nouveau. Les armures de singes sont, elles, sculptées puis moulées en fibre de verre.
Comme Tim Burton veut que les singes se déplacent de façon réaliste, les producteurs ouvrent une « école des singes » pendant douze semaines pour les interprètes principaux mais aussi les figurants et les cascadeurs. Le comportement simiesque est supervisé par John Alexander, un spécialiste des singes ayant travaillé avec Baker sur Greystoke, Gorilles dans la brume et Mon ami Joe. Alexander est également chargé de l'entraînement des vrais chimpanzés. Mark Wahlberg, qui interprète le personnage qui passe le plus de temps avec eux, s'est familiarisé avec les chimpanzés durant les répétitions. Il a d'ailleurs eu quelques difficultés car, explique-t-il, « une fois j'ai serré Helena Bonham Carter dans mes bras et ils m'ont attaqué, comme ça d'un coup. Ils sont très protecteurs. Deux d'entre eux m'ont sauté dessus et ont commencé à me cogner ».

### Tournage
Le tournage débute le 6 novembre 2000 sur les rives du lac Powell avec notamment les scènes du raid sur le campement des singes et la fuite à cheval à travers la rivière,. Cette dernière scène a demandé des aménagements car l'eau était trop basse et sa température trop froide. La production apporte donc un million de litres d'eau pour remonter le niveau de la rivière et utilise un énorme système au propane pour faire augmenter la température,.

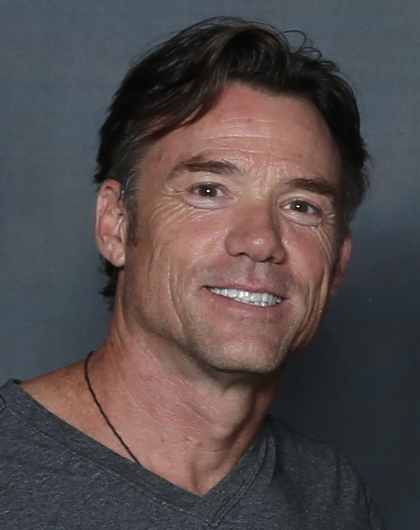
Terry Notary en 2018.

Les interprètes interprétant des singes sont alors encadrés par le chef des cascades, Charlie Croughwell, qui a travaillé avec Burton sur Batman : Le Défi et par Terry Notary, un ancien gymnaste et membre du cirque du Soleil,,,. Les deux hommes ont étudié la gestuelle des gorilles et des chimpanzés pour la restituer au mieux auprès des interprètes. Croughwell indique d'ailleurs que « nous avons des bras plus courts et des jambes plus longues. Ils n'ont absolument pas notre démarche ». Ils ont alors appris aux cascadeurs et comédiens à se rendre plus compacts, à bondir mieux que des gens normaux et à marcher avec les jambes arquées. Les singes sont globalement plus proches de la réalité que dans la première série de films. Ari a peur de l'eau comme beaucoup de singes. Le général Thade tue deux gorilles avec ses poings comme le ferait un vrai chimpanzé.
Les interprètes qui jouent des singes ne mangent pas avec ceux jouant les humains, « uniquement parce que manger est un truc déprimant quand on porte ces maquillages » précise Tim Roth. « Il faut s'habituer au fait que votre bouche n'est plus au même endroit : si vous visez votre vraie bouche, vous vous en mettez plein le latex. Comme les lèvres sont étirées, la nourriture se coince là-dedans et ce n'est pas joli-joli. Du coup, les repas étaient le moment le plus déprimant de la journée ».
Pour les interprètes principaux jouant les singes, telle Helena Bonham Carter, la journée de travail commence à deux heures trente du matin par la séance de maquillage et se finit tard dans la nuit. Richard Zanuck précise : « elle arrivait à s'endormir, parfois, mais je ne crois pas que son sommeil était bon. C'était vraiment dur mais elle est fabuleuse ». D'autres interprètes comme Deep Roy, Isaac C. Singleton Jr. et Kevin Grevioux interprètent chacun plusieurs personnages secondaires. Grevioux est d'ailleurs l'acteur qui a vécu le plus de séances de maquillage.
Après une semaine de tournage, l'équipe s'installe ensuite aux studios Los Angeles Center pour les scènes de forêt et celles de la station spatiale Obéron. Le tournage part après cela pour quatre semaines aux studios de Sony Pictures à Los Angeles en Californie où le plateau numéro trente accueille notamment la cité des singes,. Là, Burton utilise beaucoup de maquettes dans les décors plutôt que des fonds bleus car il préfère leur dimension humaine qui génère selon lui plus de magie malgré leurs imperfections. Suivent ensuite le tournage de la bataille finale aux pics de Trona pendant trois semaines puis un retour au studio de Sony et enfin le travail sur les champs de lave à Hawaï pendant deux jours,.
Le tournage dans le désert des Mojaves est particulièrement difficile car de fortes pluies endommagent la route qu'a fait construire la production pour se rendre sur le lieu de tournage. Le producteur Ralph Winter doit alors faire venir en urgence vingt-cinq mille mètres cubes de gravier pour la réparer. Le camp du tournage, « le plus grand que j'aie jamais vu de ma vie » note Winter, est constitué de cent véhicules, quarante chauffeurs et quatre toilettes et salles d'habillage mobiles. La journée commence dès deux heures du matin avec le maquillage des principaux interprètes puis le maquillage des figurants par l'équipe de Rick Baker et l'habillage à la chaîne par l'équipe de Colleen Atwood. Ensuite vient l’entraînement avec les deux responsables de l'école des singes. Le tournage se déroule alors jusqu'au coucher du soleil puis vient enfin le déshabillage, le nettoyage et la réparation des costumes jusqu'à neuf ou dix heures du soir.
En parallèle du tournage principal de Tim Burton, le réalisateur de la seconde équipe Andy Armstrong s'occupe des séquences qui demandent du temps et qui exigent de longues préparations. Armstrong chorégraphie les scènes de bataille puis les soumet à Burton pour que le coordinateur des cascades Charlie Croughwell puisse les concrétiser. Pour simuler les sauts des singes, Croughwell utilise énormément de câbles avec des systèmes de freinage. La production monte également une école des singes pour les figurants et les cascadeurs de la bataille finale. Terry Notary forme aussi une douzaine de cascadeurs pour la scène où les singes chargent les humains en courant à quatre pattes. Notary, qui est également la doublure de Tim Roth, réalise la cascade pour la scène où le général Thade s'accroche à un lustre pour retomber sur son cheval.

### Postproduction
Le tournage de La Planète des singes s'achève en mars 2001. Avec une date de sortie fixée à fin juillet, la postproduction fait face à des délais très courts. Les effets spéciaux, la bande sonore et le montage final doivent être complétés en quatorze semaines. C'est Tom Peitzman, le producteur des effets visuels, qui est chargé de faire le lien entre les producteurs, le réalisateur et les entreprises chargées des effets spéciaux, notamment les superviseurs d'Industrial Light & Magic, le principal prestataire engagé pour le film. Il recrute alors soixante-cinq à soixante-quinze artistes pour réaliser les trois cents plans à créer ou retoucher. Les effets numériques ont été cruciaux pour réaliser certaines scènes dans l'espace comme les vues à l’extérieur de l'Obéron, les capsules spatiales et l'orage électromagnétique. Des maquettes sont aussi utilisées pour certains plans généraux de la jungle ou de la cité des singes. Pour la bataille finale, ce sont les figurants qui sont dupliqués par ordinateur grâce à un procédé appelé « carrelage ». À partir de cent cinquante vrais singes, les animateurs créent une armée de plusieurs milliers d'animaux numériques.
Pour gagner du temps, les effets spéciaux sont réalisés à San Francisco en parallèle du travail de montage effectué par Chris Lebenzon et Tim Burton à New York. Ce travail nécessite de nombreuses conférences par satellite pour coordonner au mieux l'avancement du film et le finaliser dans les temps.

### Bande originale

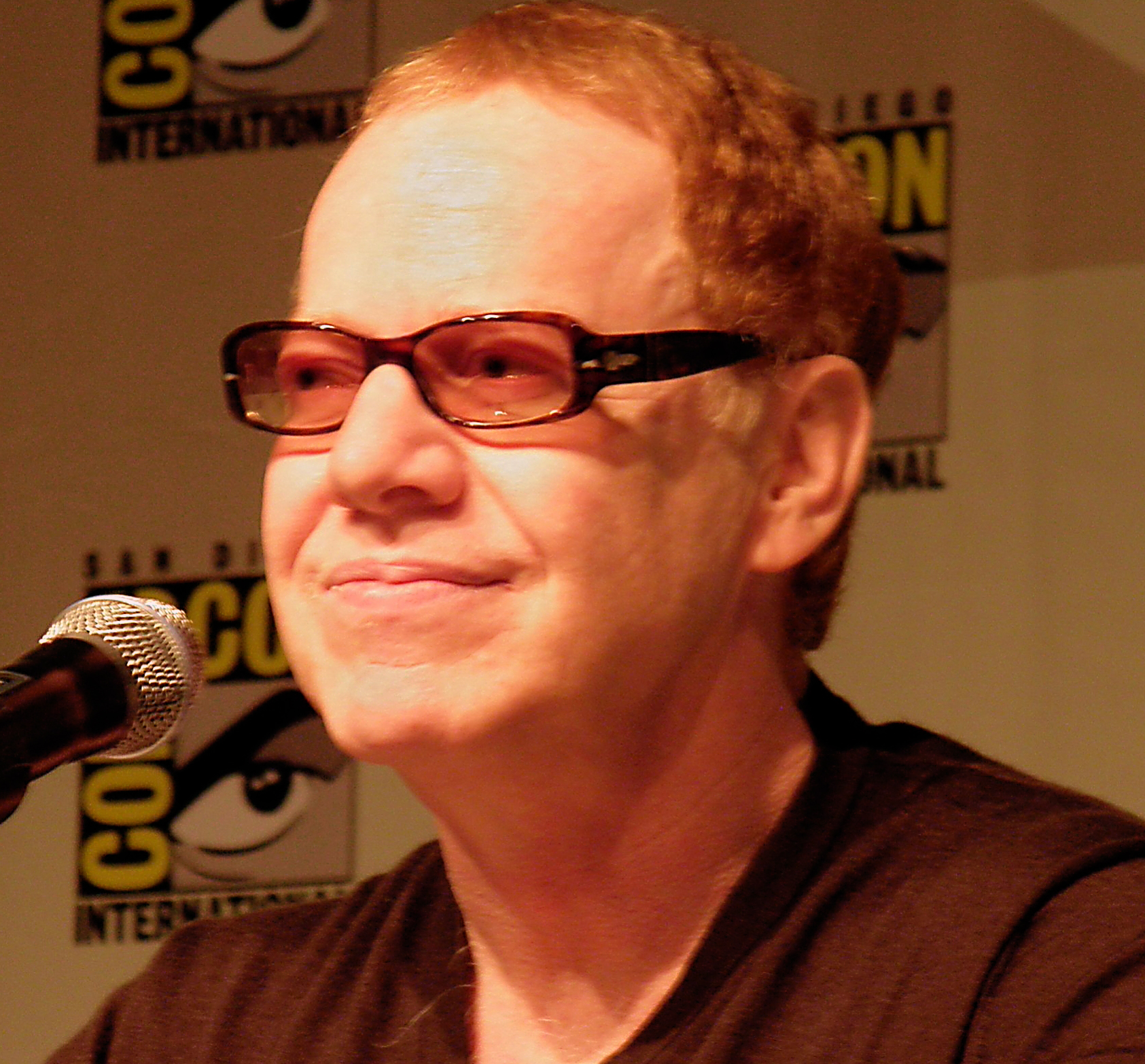
Le compositeur Danny Elfman en 2010.

Comme c'est souvent le cas pour les films de Tim Burton, c'est Danny Elfman qui écrit et produit la musique. Le compositeur utilise pour cette bande originale énormément de cuivres et de percussions. Qualifiée de « tonitruante et dynamique » par AllMusic, la partition comporte plusieurs morceaux forts, notamment The Hunt qui constitue une « descente tourbillonnante au cœur de l'histoire, pleine de rythmes de jungle, de cuivres combattants et de musique électronique palpitante ». Ce morceau illustre les scènes de chasse au cours desquelles les singes poursuivent et rassemblent les humains. Le style primitif et féroce sonne au rythme des tambours implacables.
La musique du générique est, elle aussi, épique et percutante et rappelle celle du film Spartacus signée par Alex North,. Ce thème suggère l’émergence de la civilisation des singes. Le morceau The Return est également dans cette veine, même si les cordes apportent un ton légèrement plus mélodramatique lors de sa conclusion. Dans son ensemble la partition est qualifiée de « complexe » par les fans d'Elfman ; son style extrêmement brutal et sophistiqué la fait cependant passer aux oreilles de certains critiques pour une bande originale « bruyante ». Old Flames et The Return sont des morceaux reposants et doux. Ils apportent un ton romantique très exotique grâce à l'ajout d'une flûte. Pour illustrer le destin tragique de la station spatiale, la seconde moitié du morceau Calima est empreinte d'une tristesse typique du style Elfman.
Le délai de travail trop court imposé par les producteurs oblige Elfman à réorganiser son programme d'enregistrement alors que sa partition n'est pas encore terminée. Il doit rassembler les principaux repères sonores déjà écrits pour enregistrer les deux morceaux Ape Suite et développe d'autres morceaux pour obtenir la durée d'album désirée par la Fox. Le morceau Main Title Deconstruction semble d'ailleurs n'exister que pour faire du remplissage et donc devient redondant. La bande originale sort en CD chez Sony le 24 juillet 2001. En 2012, elle ressort en version longue sur trois CD avec quatre-vingt seize minutes de musique. Même si la qualité sonore n'est pas améliorée, cette ressortie met plus en évidence la qualité du travail effectué par Danny Elfman.
Burton indique qu'il regrette de ne pas avoir eu assez de temps pour mieux intégrer les éléments de la bande originale de Danny Elfman, qu'il trouve excellente.
| Liste des morceaux | Liste des morceaux                | Liste des morceaux | Liste des morceaux | Liste des morceaux | Liste des morceaux | Liste des morceaux | Liste des morceaux | Liste des morceaux | Liste des morceaux |
| No                 | Titre                             | Durée              |                    |                    |                    |                    |                    |                    |                    |
| ------------------ | --------------------------------- | ------------------ | ------------------ | ------------------ | ------------------ | ------------------ | ------------------ | ------------------ | ------------------ |
| 1.                 | Main Titles                       | 3:49               |                    |                    |                    |                    |                    |                    |                    |
| 2.                 | Ape Suite #1                      | 3:52               |                    |                    |                    |                    |                    |                    |                    |
| 3.                 | Deep Space Launch                 | 4:35               |                    |                    |                    |                    |                    |                    |                    |
| 4.                 | The Hunt                          | 4:58               |                    |                    |                    |                    |                    |                    |                    |
| 5.                 | Branding The Herd                 | 0:48               |                    |                    |                    |                    |                    |                    |                    |
| 6.                 | The Dirty Deed                    | 2:27               |                    |                    |                    |                    |                    |                    |                    |
| 7.                 | Escape From Ape City / The Legend | 5:57               |                    |                    |                    |                    |                    |                    |                    |
| 8.                 | Ape Suite #2                      | 2:42               |                    |                    |                    |                    |                    |                    |                    |
| 9.                 | Old Flames                        | 2:10               |                    |                    |                    |                    |                    |                    |                    |
| 10.                | Thade Goes Ape                    | 2:37               |                    |                    |                    |                    |                    |                    |                    |
| 11.                | Preparing For Battle              | 3:26               |                    |                    |                    |                    |                    |                    |                    |
| 12.                | The Battle Begins                 | 5:17               |                    |                    |                    |                    |                    |                    |                    |
| 13.                | The Return                        | 7:18               |                    |                    |                    |                    |                    |                    |                    |
| 14.                | Main Title Deconstruction         | 4:22               |                    |                    |                    |                    |                    |                    |                    |
| 15.                | Rule The Planet Remix             | 4:03               |                    |                    |                    |                    |                    |                    |                    |
| 58:21              |                                   |                    |                    |                    |                    |                    |                    |                    |                    |

## Accueil

### Accueil critique
Le fim est mal accueilli par les critiques de cinéma. Sur le site Rotten Tomatoes, il obtient le score de 44 % pour un total de 160 critiques. Il dispose d'une note légèrement plus haute, à 50 % basée sur trente-quatre avis, sur le site Metacritic. En France, il reçoit des critiques mitigées ; le site Allociné propose une note de 3,2 sur 5 à partir de l'interprétation de 18 titres de presse. Tim Burton estime lui-même que son film n'est pas exempt de défauts. Il indique d’ailleurs à ce sujet : « Je crois que le principal problème du film tient au fait que je ne pouvais pas tourner le scénario qu'ils voulaient. On vous donne une date butoir de sortie, et pour la respecter, il faut d'abord déconstruire le scénario pour des raisons de budget et puis, très vite, c'est tout le film qui finit par se déconstruire ».
En Amérique du Nord, Roger Ebert du Chicago Sun-Times loue la fin du film, mais estime qu'il manque d'une histoire équilibrée. Ebert écrit que « le film est superbe. Le maquillage de Rick Baker est convaincant, même sur les gros plans, et ses singes ont une personnalité et une prestance brillante. Les décors et les lieux de tournage nous donnent une véritable impression d'oppression extraterrestre. […] Tim Burton réalise un film respectueux de l'original et respectable en soi, mais cela ne suffit pas. Dans dix ans, ce sera la version de 1968 que les gens loueront encore ». Peter Travers, de Rolling Stone, rédige une critique essentiellement négative. « Appelez cela une déception, aggravée par un scénario de mauvaise qualité. Pour citer Heston dans le premier film : Oh mon Dieu… C'est pas vrai… C'est pas possible… » Kenneth Turan, du Los Angeles Times, estime que « les acteurs dans les rôles de singes sont pour la plupart trop recouverts de maquillage pour faire passer des émotions fortes ». Turan indique que « La Planète des singes démontre que même une démarche trop sérieuse peut être un handicap ». Elvis Mitchell, de The New York Times, écrit une critique plus favorable, estimant que le scénario est bien équilibré et que le film remplit sa fonction de « pur divertissement ». Susan Wloszczyna, de USA Today, apprécie La Planète des singes, estimant que la réussite est essentiellement due au travail de maquillage de Rick Baker.

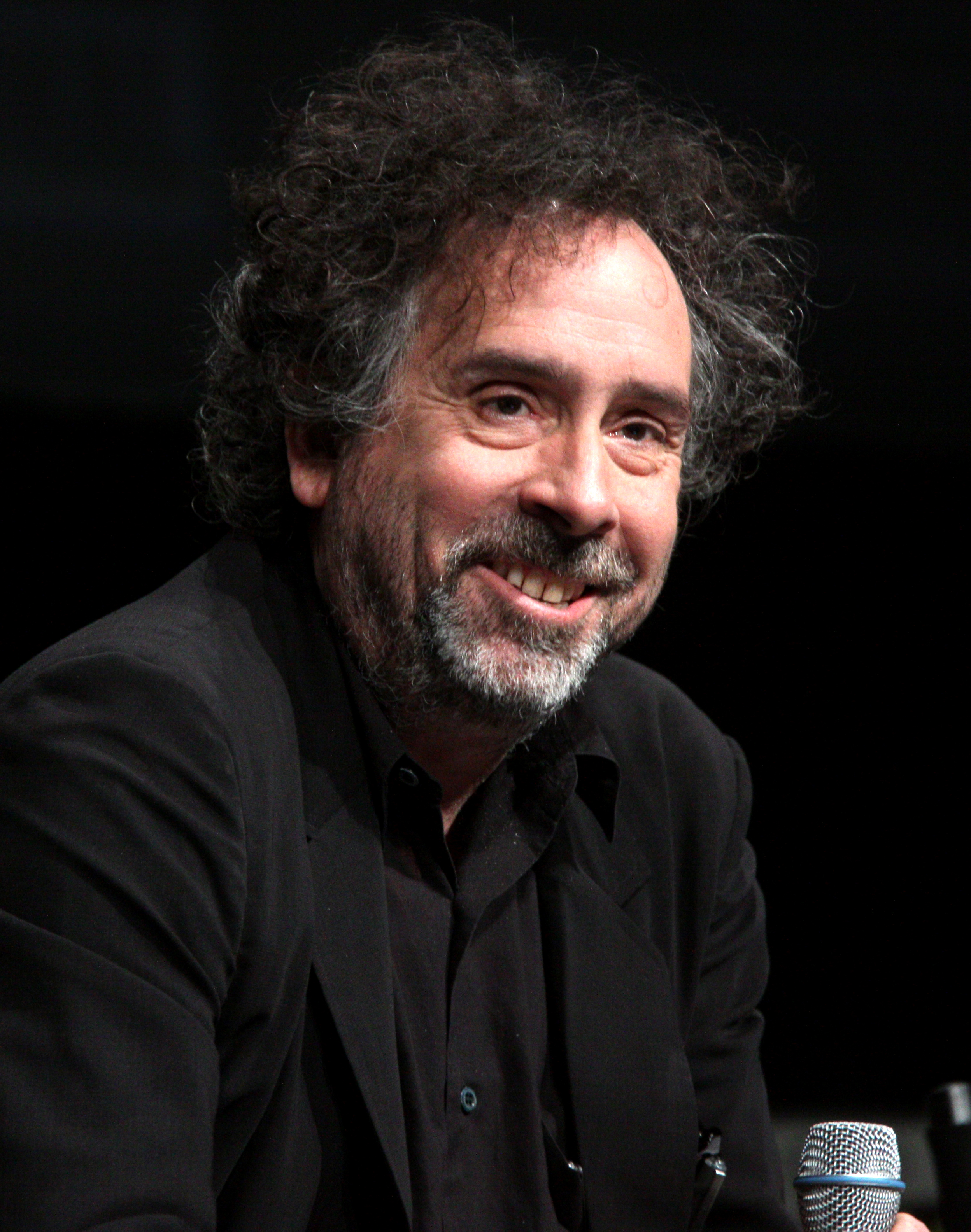
Tim Burton en 2012.

En France les critiques sont partagés. Côté positif, Marc Toullec de Ciné Live, écrit que ce n'est pas un chef-d'œuvre « mais une fable de science-fiction efficacement menée et visuellement flamboyante ». Jean-Michel Frodon, du journal Le Monde, indique que c'est « un film d'auteur spectaculaire, drôle et visuellement très beau. […] Un film magnifique, d'une extrême finesse et d'une totale lisibilité ». Alain Grasset, du Parisien, confirme qu'il s'agit « d'un vrai univers fantastique avec des images superbes signées d'un Français, Philippe Rousselot, et des dialogues qui ne manquent pas d'humour ». Annie Coppermann, des Échos, trouve « l'univers visuel d'une rare originalité, et d'une sombre beauté » mais questionnant la pertinence d'une nouvelle version,. Côté négatif, le critique du Nouvel Observateur trouve le film simplet, manquant de rythme et avec un scénario faible. Frédéric Bonnaud, des Inrockuptibles, écrit que le film est « nettement inférieur à la première version de Schaffner »,. Didier Péron de Libération, trouve le scénario faible et la prestation de Mark Wahlberg « falote » et s'interroge : « on peut se demander calmement pourquoi cette nouvelle soi-disant plus proche du roman de Pierre Boulle et dirigé par un des cinéastes les plus brillants du moment, est à tel point hors sujet et une telle déconvenue. »,. Gérard Delorme, pour Première, indique que le film est « gentil, impersonnel et anodin ».
De nombreuses critiques ont été émises sur la fin du film. Tim Roth, qui interprète le général Thade, déclare : « Je ne peux pas expliquer cette fin. Je l'ai vue deux fois et je ne comprends rien ». Helena Bonham Carter, qui joue Ari, indique : « Je pensais que c'était logique, en quelque sorte. Je ne comprends pas pourquoi tout le monde crie Hein ? Leo est reparti en arrière et il réalise que Thade a finalement gagné ». Bien que la fin soit ambiguë, elle est très proche de la fin du livre de Pierre Boulle, contrairement au film de 1968 avec Charlton Heston. Dans le livre La Planète des singes, l'astronaute accompagné de sa famille arrive à l'aéroport d'Orly pour y être accueilli par un gorille. Burton prétend que la fin n'est pas censée avoir de sens philosophique, mais qu'elle représente un rebondissement intéressant pour une éventuelle suite. Il explique : « C'est un rebondissement honnête qui peut être utilisé au cas où la Fox ou un autre cinéaste voudrait faire un autre film ». Il souhaite avoir une fin qui laisse une impression bizarre, qui ne s'explique pas et qui laisse avant tout une interrogation.

### Box-office
La Planète des singes est un succès commercial avec 362 211 000 dollars de recettes pour un budget de 100 000 000 de dollars. Il se hisse à la dixième place annuelle en Amérique du Nord et à la neuvième place au niveau mondial. En France avec 3 970 000 entrées, le film se classe en dixième position du box-office de l’année 2001 loin devant les films de science-fiction A.I. Intelligence artificielle (34e) et Ghosts of Mars (85e).
| Pays       | Box-office (2001)  | Classement de l'année (2001) |
| ---------- | ------------------ | ---------------------------- |
| Monde      | 362 211 000 US$    | 9e                           |
| France     | 3 970 000 entrées  | 10e                          |
| États-Unis | 180 011 000 US$    | 10e                          |
| Europe     | 16 706 000 entrées |                              |

## Distinctions
Note : sauf mention contraire, les informations ci-dessous sont issues de la page Awards du film sur l'Internet Movie Database. Ici sont listés les principaux prix.
Le film est essentiellement nommé pour le travail de costumière de Colleen Atwood et de maquillage de Rick Baker. Ce dernier obtient d'ailleurs deux prix, l'un du Las Vegas Film Critics Society et l'autre du Phoenix Film Critics Society. Danny Elfman obtient également un prix au BMI Film and TV Awards.

### Récompenses
| Année | Cérémonie ou récompense        | Prix                            | Lauréat(es)  |
| ----- | ------------------------------ | ------------------------------- | ------------ |
| 2002  | BMI Film and TV Awards         | Meilleure musique de film       | Danny Elfman |
| 2002  | Las Vegas Film Critics Society | Prix spécial pour le maquillage | Rick Baker   |
| 2002  | Phoenix Film Critics Society   | Meilleur maquillage             | Rick Baker   |
| 2002  | Razzie Awards                  | Pire reprise ou suite           |              |

### Nominations
| Année | Cérémonie ou récompense                         | Prix                                                        | Lauréat(es)                     |
| ----- | ----------------------------------------------- | ----------------------------------------------------------- | ------------------------------- |
| 2002  | British Academy Film and Television Arts Awards | Meilleurs costumes                                          | Colleen Atwood                  |
| 2002  | British Academy Film and Television Arts Awards | Meilleurs maquillages et coiffures                          | Rick Baker, Toni G et Kazu Hiro |
| 2002  | Costume Designers Guild                         | Costumes de film de fantasy, fantastique ou science-fiction | Colleen Atwood                  |
| 2002  | Empire Awards                                   | Empire Award du meilleur acteur britannique                 | Tim Roth                        |
| 2002  | Empire Awards                                   | Empire Award de la meilleure actrice britannique            | Helena Bonham Carter            |
| 2002  | Grammy Awards                                   | Meilleure bande originale de film                           | Danny Elfman                    |
| 2002  | Empire Awards                                   | Empire Award du meilleur acteur britannique                 | Tim Roth                        |
| 2002  | Empire Awards                                   | Empire Award de la meilleure actrice britannique            | Helena Bonham Carter            |
| 2002  | Motion Picture Sound Editors                    | Meilleurs effets sonores et bruitages dans un film          | Richard L. Anderson             |
| 2002  | Motion Picture Sound Editors                    | Meilleurs dialogues et doublages dans un film               | Richard L. Anderson             |
| 2002  | Motion Picture Sound Editors                    | Meilleure actrice dans un second rôle                       | Helena Bonham Carter            |
| 2002  | Motion Picture Sound Editors                    | Meilleurs costumes                                          | Colleen Atwood                  |
| 2002  | Motion Picture Sound Editors                    | Meilleur maquillage                                         | Rick Baker et John Blake        |
| 2002  | MTV Movie & TV Awards                           | Meilleur méchant                                            | Tim Roth                        |
| 2002  | MTV Movie & TV Awards                           | Meilleur caméo                                              | Charlton Heston                 |
| 2002  | Phoenix Film Critics Society                    | Meilleurs costumes                                          | Colleen Atwood                  |
| 2002  | Satellite Awards                                | Meilleurs costumes                                          | Colleen Atwood                  |

## Analyse

### Thèmes
Le film est essentiellement au service de l'action et n'approfondit pas particulièrement ses thématiques. Il s'agit principalement d'un affrontement entre deux camps semblables à L’Iliade. Le cadre de l'action est en effet assez similaire à l'Antiquité. Comme dans l'épopée homérique, il y a des héros dans les deux camps. Léo est l'Hector des hommes, tandis que Thade, l'Achille des singes. Ils s'affrontent donc en duel à la fin du film.
Le film traite notamment de l'esclavage en empruntant son imagerie comme la carriole-prison qui est tractée par six humains qui subissent les coups de fouet d'un singe négrier. L'acteur Tim Roth confirme que « d'une certaine manière, cela rappelle les gens amenés d'Afrique pour en faire des esclaves ». Le personnage d'Ari, interprété par Helena Bonham Carter, est la seule à remettre en cause ce système qui semble être accepté par l'ensemble de la population simienne,. La société simienne semble aussi avoir peur des flux migratoires comme les États-Unis.
Ari est d'ailleurs un personnage essentiel car sa relation passionnée avec l'humain Leo Davidson crée une tension sexuelle sous-jacente. Tim Burton ne l'a cependant pas approfondie car il trouve « plus efficace de laisser planer le doute en évoquant subtilement ce sentiment ». Le scénariste William Broyles indique à ce sujet que « si on accepte le fait que la conscience traverse la barrière des espèces […], alors ce qui attire chez l'autre, c'est ce qu'il est au fond de lui, bien plus que son apparence ». Le but du scénariste est que son histoire permette de regarder l'autre « sans tenir compte des différences culturelles, raciales intellectuelles, nationales ou religieuses ».
Le film développe également le thème du renversement des valeurs,,. Celui-ci permet selon le scénariste de sonder le cœur de l'humanité et lui faire se poser des questions essentielles comme : « Qui sommes-nous ? D’où viennent nos préjugés ? […] Que pouvons-nous apprendre d'un monde où les singes sont l'espèce dominante ? »
Un thème, récurrent chez Tim Burton, est celui de l'homme projeté dans un univers qui lui est étranger. Davidson est « à la recherche de lui-même ». Il n'est pas comme Taylor, le héros du premier film, qui est un personnage amer et désenchanté. Davidson cherche sa destinée. Il est également plus jeune et donc « plus souple psychologiquement ». La scène où il tombe dans la jungle symbolise sa naissance dans ce nouvel univers. Il pénètre dans la jungle à l'intérieur d'un vaisseau à la forme ovoïde (l'embryon), il s'extirpe de l'eau (liquide amniotique) puis enlève sa combinaison (le placenta). Davidson est également l'exclu qui se trouve mêlé à une confrontation entre maîtres et opprimés comme les villageois qui pourchassent Edward dans Edward aux mains d'argent (1990) ou le Pingouin qui décide de faire payer à la société de Gotham le crime de ses parents dans Batman : Le Défi (1992). Cette idée est présente depuis très longtemps chez Burton puisqu'il imaginait dans sa jeunesse être le monstre de Frankenstein et que ses voisins étaient les villageois en colère qui le poursuivaient.
Tim Burton met également en avant un thème récurrent de la mythologie de La Planète des singes, qui la structure dans son ensemble et qui en fait une « dynamique circulaire »,. Il s'agit de l'aspect d'incertitude qui plane en permanence dans les films de la saga. Cela permet de poser des « questions sur la théorie de l’évolution, l'impact de Darwin, les convictions religieuses et le racisme ». Burton trouve ce thème intéressant car, selon lui, les gens se contredisent en permanence, ce qui complique l'appréhension de la notion de « réalité ». Pour lui « les gens tournent en rond, disent des choses qu'ils pensent, mais ils ne semblent pas être convaincus ». La présence de Charlton Heston est, selon Burton, elle aussi liée à la « dynamique circulaire », car cela inverse les rôles. Du héros humain du premier film, il devient un singe dans cette nouvelle version.